# Округ Писек
Округ Писек (чеш. Okres Písek) је округ у Јужночешком крају, у Чешкој Републици. Административно средиште округа је град Писек.

## Становништво
Према подацима о броју становника из 2012. године округ је имао 70.460 становника.